# Ann Hornaday
Ann Hornaday es una crítica de cine estadounidense. Ha sido crítica de cine en The Washington Post desde 2002 y es autora de Talking Pictures: How to Watch Movies (2017). En 2008 fue finalista del Premio Pulitzer de Crítica.

## Primeros años de vida
Hornaday creció en Des Moines, Iowa. Asistió a Smith College, con especialización en gobierno; se graduó en 1982.

## Carrera
Después de graduarse de la universidad, Hornaday se mudó a Nueva York para convertirse en escritor independiente, contribuyendo a las revistas Premiere, Us y Ms.; en este último, también trabajó como investigadora y asistente de Gloria Steinem, cargo que desempeñó de 1983 a 1985. Hornaday comenzó a colaborar en la sección «Arte y ocio» de The New York Times y finalmente se convirtió en crítico de cine en el Austin American-Statesman en 1995. En 1997 se trasladó a The Baltimore Sun y luego a The Washington Post en 2002, tras la jubilación de la anterior crítica del Post, Rita Kempley. También ha escrito artículos para la revista Working Woman y Self.
En 2008, Hornaday fue finalista del Premio Pulitzer de Crítica, y el comité del premio citó «sus perspicaces reseñas de películas y ensayos, que reflejan una investigación sólida y un estilo sencillo y atractivo».
En 2017, Hornaday publicó Ialking Pictures: How to Watch Movies. El libro, un texto de 304 páginas publicado con Basic Books, se basa en una serie que Hornaday comenzó a escribir en 2009 para el Post, cuyo objetivo era explicar los diversos oficios especializados en la realización cinematográfica (como el sonido, la edición y la cinematografía) a una audiencia general. Hornaday lo abordó como un proyecto periodístico, entrevistando a personas que trabajan en una variedad de roles en el cine para pedirles que describieran lo que hacen y «lo que desearían que el público apreciara más de su trabajo». En una reseña para The New York Times, Lisa Schwarzbaum describió el libro como «una introducción agradablemente tranquila, eminentemente sensata y de nivel medio para el amante del cine (aficionado, profesional o orador centrado en Twitter) que quisiera adquirir y perfeccionar habilidades básicas de visualización».

## Vida personal
Hornaday vive en Baltimore.